# Vélodrome Jean Stablinski

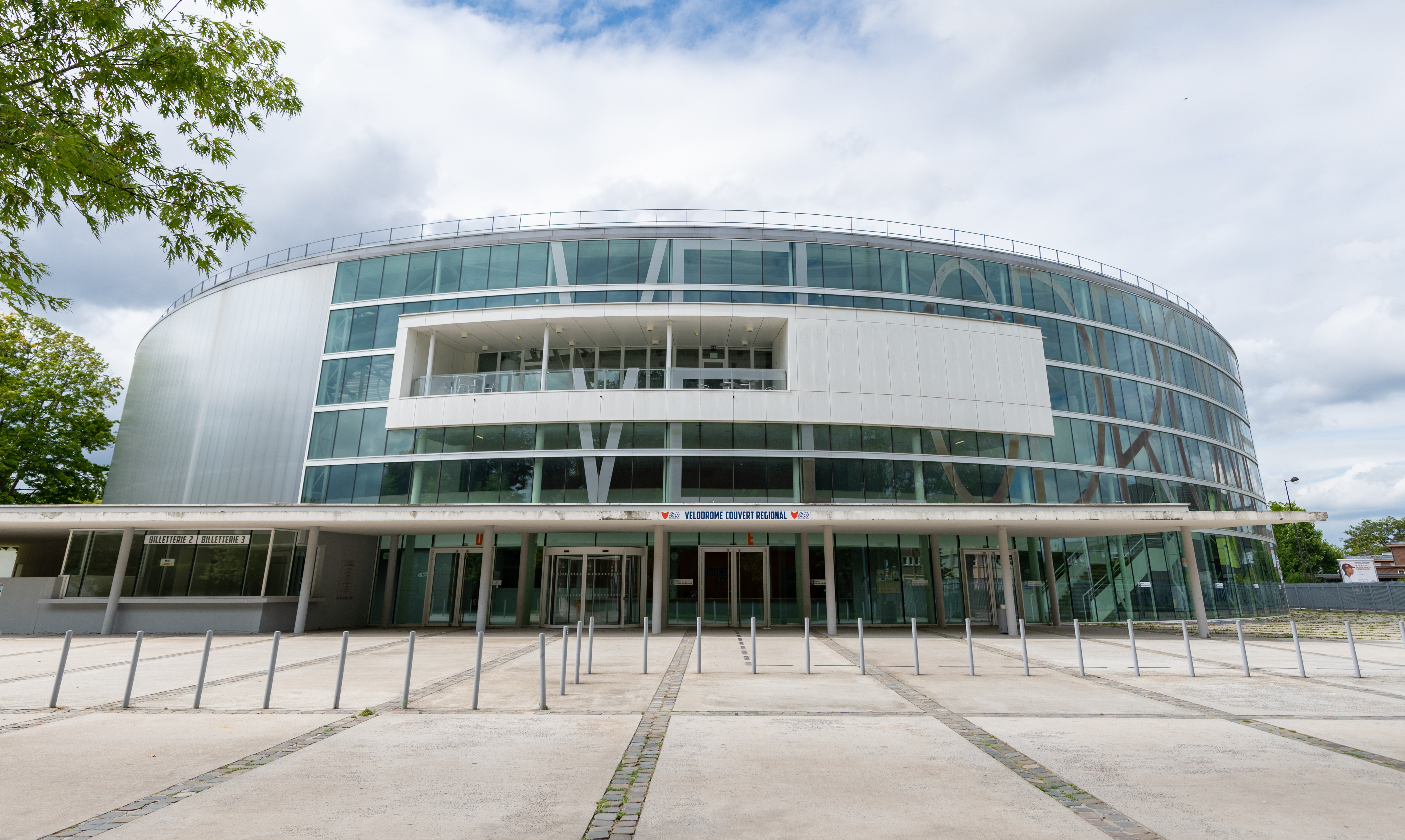
Hoofdingang van de velodroom.

De Vélodrome Couvert Régional Jean Stablinski, ook Le Stab, is een velodroom in de Franse stad Roubaix, gelegen in het Parc des Sports aan de Avenue Alexandre Fleming.
In december 2010 werd gestart met de bouw van de velodroom. Deze kwam gereed in september 2012. De bouw kostte 25 miljoen euro en stond onder leiding van voormalig baanrenner Arnaud Tournant. De piste heeft een lengte van 250 meter en is 7 meter breed. De baan heeft een capaciteit van 1500 zitplaatsen en 1000 staanplaatsen op het middenveld. Naast de baan ligt sinds 2013 een BMX-parcours. In de velodroom zijn ook ruimtes voor badminton, volleybal, yoga en fitness.

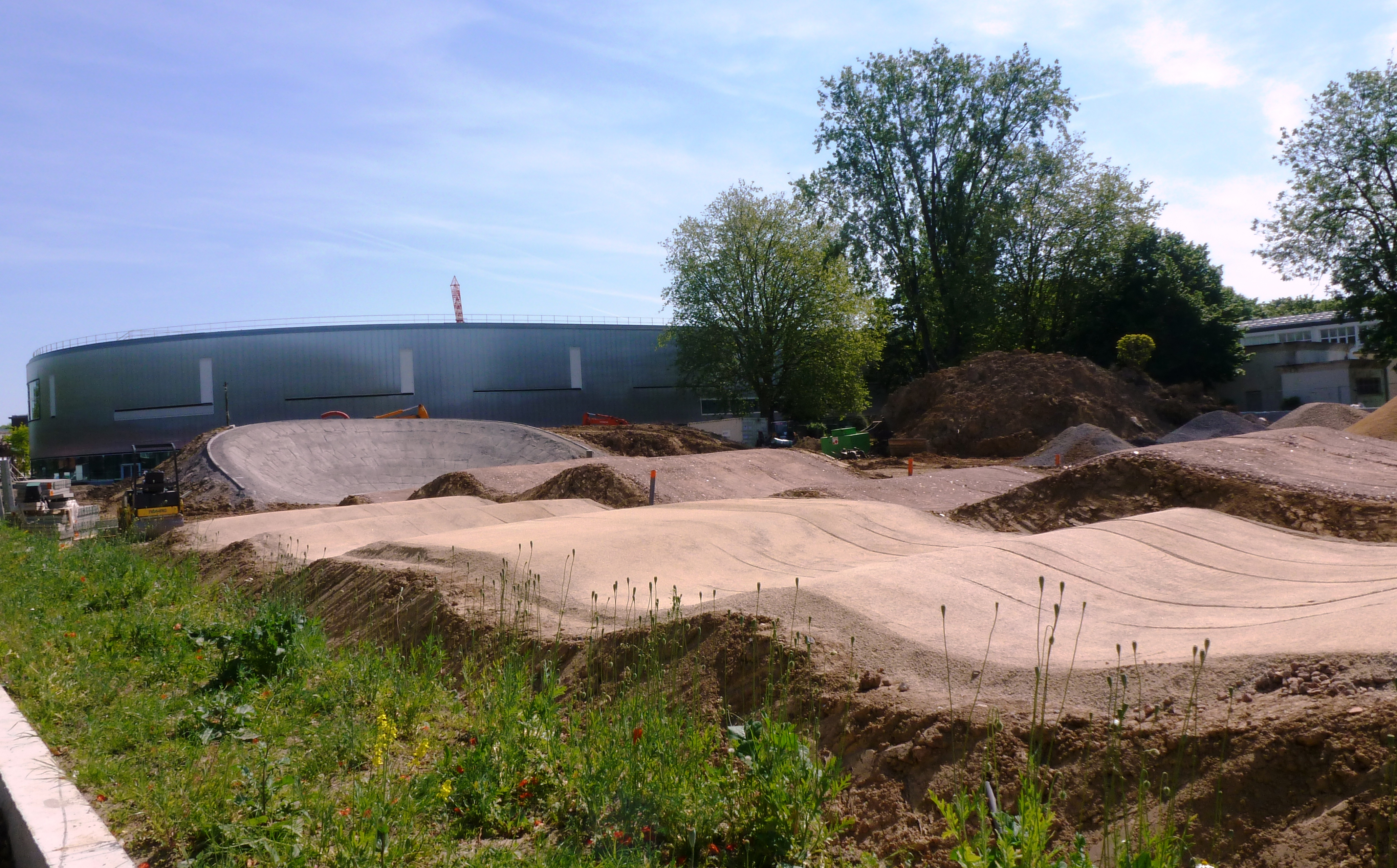
Het BMX-parcours in aanbouw in 2012.

De nationale Franse kampioenschappen baanwielrennen vonden er plaats in 2013. In oktober 2021 vonden er de wereldkampioenschappen baanwielrennen 2021 plaats.
De velodroom ligt naast de openluchtbaan Vélodrome André Pétrieux, die bekend is als finishplaats van Parijs-Roubaix.

## Jean Stablinski
De velodroom is vernoemd naar de Franse wielrenner Jean Stablinski. Hij werd onder andere wereldkampioen in 1962 en won de 1e Amstel Gold Race in 1966 en kwam in 1968 met het idee om het Bos van Wallers-Arenberg op te nemen in Parijs-Roubaix.